# Mistrzostwa Świata w Szermierce 2001
Mistrzostwa Świata w Szermierce 2002 – 63. edycja mistrzostw odbyła się we francuskim mieście Nîmes.

## Klasyfikacja medalowa
| Lp. | Państwo           | złoto | srebro | brąz | Razem |
| --- | ----------------- | ----- | ------ | ---- | ----- |
| 1   | Rosja             | 4     | 1      | 1    | 6     |
| 2   | Włochy            | 4     | 1      | 0    | 5     |
| 3   | Francja           | 2     | 3      | 5    | 10    |
| 4   | Niemcy            | 1     | 1      | 2    | 4     |
| -   | Węgry             | 1     | 1      | 2    | 4     |
| 6   | Szwajcaria        | –     | 2      | 1    | 3     |
| 7   | Rumunia           | –     | 1      | 2    | 3     |
| 8   | Polska            | –     | 1      | 1    | 2     |
| 9   | Estonia           | –     | 1      | –    | 1     |
| 10  | Azerbejdżan       | –     | –      | 1    | 1     |
| –   | Kuba              | –     | –      | 1    | 1     |
| –   | Stany Zjednoczone | –     | –      | 1    | 1     |
| –   | Szwecja           | –     | –      | 1    | 1     |

## Medaliści

### Mężczyźni
| Złoto                                                                                   | Srebro                                                                         | Brąz                                                                        |
| Floret                                                                                  |                                                                                |                                                                             |
| Salvatore Sanzo                                                                         | Loïc Attely                                                                    | Brice Guyart Franck Boidin                                                  |
| Francja · Brice Guyart · Loïc Attely · Jean-Noël Ferrari · Franck Boidin                | Polska · Adam Krzesiński · Sławomir Mocek · Tomasz Ciepły · Piotr Kiełpikowski | Kuba · Elvis Gregory · Oscar García · Raul Perojo · Eddy Patterson          |
| Szpada                                                                                  |                                                                                |                                                                             |
| Paolo Milanoli                                                                          | Basil Hoffmann                                                                 | Fabrice Jeannet Oliver Lücke                                                |
| Węgry · Krisztián Kulcsár · Iván Kovács · Géza Imre · Attila Fekete                     | Estonia · Kaido Kaaberma · Nikolai Novosjolov · Sergei Vaht · Meelis Loit      | Francja · Fabrice Jeannet · Hugues Obry · Rémy Delhomme · Jérôme Jeannet    |
| Szabla                                                                                  |                                                                                |                                                                             |
| Stanisław Pozdniakow                                                                    | Julien Pillet                                                                  | Mathieu Gourdain Rafał Sznajder                                             |
| Rosja · Stanisław Pozdniakow · Aleksiej Frosin · Siergiej Szarikow · Aleksiej Djaczenko | Węgry · Domonkos Ferjancsik · Kende Fodor · Balázs Lengyel · Zsolt Nemcsik     | Rumunia · Mihai Covaliu · Florin Zalomir · Florin Lupeică · Victor Găureanu |

### Kobiety
| Złoto                                                                              | Srebro                                                                               | Brąz                                                                               |
| Floret                                                                             |                                                                                      |                                                                                    |
| Valentina Vezzali                                                                  | Sabine Bau                                                                           | Roxana Scarlat Jekatierina Juszewa                                                 |
| Włochy · Giovanna Trillini · Valentina Vezzali · Diana Bianchedi · Frida Scarpa    | Rosja · Jekatierina Juszewa · Swietłana Bojko · Olga Łobincewa · Julija Chakimowa    | Stany Zjednoczone · Erinn Smart · Ann Marsh · Iris Zimmermann · Felicia Zimmermann |
| Szpada                                                                             |                                                                                      |                                                                                    |
| Claudia Bokel                                                                      | Laura Flessel-Colovic                                                                | Maria Isaksson Gianna Hablützel-Bürki                                              |
| Rosja · Tatjana Łogunowa · Anna Siwkowa · Marija Mazina · Tatjana Fachrutdinowa    | Szwajcaria · Gianna Hablützel-Bürki · Sophie Lamon · Diana Romagnoli · Tabea Steffen | Węgry · Ildikó Mincza · Tímea Nagy · Hajnalka Tóth · Adrienn Hormay                |
| Szabla                                                                             |                                                                                      |                                                                                    |
| Anne-Lise Touya                                                                    | Ilaria Bianco                                                                        | Jelena Żemajewa Gioia Marzocca                                                     |
| Rosja · Jelena Nieczajewa · Natalja Makiejewa · Irina Bażenowa · Jelizawieta Gorst | Rumunia · Andreea Pelei · Cătălina Gheorghițoaia · Irina Drăghici                    | Niemcy · Sandra Benad · Sabine Thieltges · Doreen Häntzsch · Stefanie Kubissa      |